# Sophie Pécriaux
Pour les articles homonymes, voir Pécriaux.
 (novembre 2019).
Si vous disposez d'ouvrages ou d'articles de référence ou si vous connaissez des sites web de qualité traitant du thème abordé ici, merci de compléter l'article en donnant les références utiles à sa vérifiabilité et en les liant à la section « Notes et références ».
Sophie Pécriaux, née le 18 février 1967 à Binche est une femme politique belge wallonne, membre du PS. Elle est la fille du bourgmestre de Morlanwelz Nestor Pécriaux.
Elle est licenciée en travail social et fonctionnaire.
Mariée au président temporaire du Sénat Rik Daems (OpenVLD), elle est la mère d'une fille née de cette union.

## Fonctions politiques
- Echevine de Manage du 1er janvier 2007 au 31 décembre 2011.
- Députée fédérale :
  - du 18 mai 2003 au 10 juin 2007
  - du 21 décembre 2007 au 23 juin 2009
- Députée wallonne et de la Fédération Wallonie-Bruxelles 
  - depuis le 23 juin 2009
- Vice-Présidente du Parlement wallon
- Présidente de la Commission Enfance-Famille de l’institut Emile Vandervelde

## Décoration
- Officier de l'ordre de Léopold (2024)[1].